# Elisena
Elisena é um género botânico pertencente à família amaryllidaceae.

## Espécies
- Elisena longipetala
- Elisena marginata
- Elisena ringens
- Elisena sublima
- Elisena sublimis